# Comportamentismo

La gabbia di Skinner, un paradigma sperimentale classico nel comportamentismo

Il comportamentismo (o behaviorismo o psicologia comportamentale) è un approccio alla psicologia, sviluppato tra l'inizio e la metà del Novecento, basato sull'assunto che il comportamento dell'individuo sia l'unica unità di analisi scientificamente studiabile della psicologia, in quanto unica istanza psicologica direttamente osservabile. Il metodo di indagine del comportamentismo si basa quindi essenzialmente sull'associazione tra stimolo (ambiente) e risposta (comportamento).
Sebbene come paradigma teorico sia stato superato dagli sviluppi successivi della psicologia, in particolare dal cognitivismo, alcune scoperte del comportamentismo, come gli studi sul rinforzo, rimangono validi ancora oggi.

## Antecedenti storici e premesse teoriche
I costrutti teorici utilizzati fino a quel momento dagli strutturalisti (Edward Titchener) e dai funzionalisti (James Angell) sembravano a Watson troppo esposti al rischio di soggettivismo; l'unica possibilità, secondo lui, per giungere ad uno studio realmente scientifico del comportamento umano consisteva appunto nell'elidere a priori il costrutto teorico di mente, per focalizzare la ricerca sperimentale solo sui comportamenti manifesti. 
La mente viene quindi considerata una sorta di black box, una scatola nera il cui funzionamento interno è inconoscibile e, per certi aspetti, irrilevante: quello che importa veramente per i comportamentisti è giungere ad un'approfondita comprensione empirica e sperimentale delle relazioni tra certi tipi di stimoli (ambientali) e certi tipi di risposte (comportamentali).
All'interno di questo ampio approccio, viene posta enfasi su particolari aspetti. Uno degli assunti principali è il meccanismo del condizionamento, in base al quale l'associazione ripetuta di uno stimolo, detto stimolo neutro, con una risposta che non è ad esso direttamente correlata, farà sì che, dopo un periodo di tempo, a tale stimolo segua la risposta condizionata.
Ad esempio nell'esperimento del fisiologo russo Ivan Pavlov (1849-1936), il primo autore che ha identificato il meccanismo, faceva precedere un suono alla somministrazione del cibo ai cani; con il tempo il cane apprendeva che, dopo il suono, gli sarebbe stato fornito del cibo; a seguito del condizionamento, il suono di per sé generava la salivazione del cane. Lo stimolo neutro, non in grado di determinare la risposta condizionata -la salivazione-, dopo tale ripetuta associazione, determina la risposta condizionata.
Alcuni comportamentisti sostengono semplicemente che l'osservazione del comportamento è il modo migliore, o il più conveniente, per investigare i processi psicologici e mentali.
Alcuni ritengono che sia in realtà l'unico modo per indagare tali processi, mentre altri sostengono che il comportamento stesso sia l'unico soggetto appropriato della psicologia, e che i comuni termini psicologici (credo, scopi, ecc.) non abbiano referenti e/o si riferiscano solo al comportamento. I sostenitori di questo punto di vista talvolta fanno riferimento al loro campo di studio chiamandolo analisi comportamentale, psiconomia o scienza comportamentale, invece che psicologia.
Tale interesse per ciò che non è astratto e soggettivo fu nutrito per la prima volta dallo psicologo John B. Watson (1878-1958), il quale intendeva per comportamento il movimento di specifici muscoli. Il suo programma di ricerca ebbe forte impulso dal lavoro di ricerca sperimentale dello psicologo statunitense Burrhus Skinner (1904-1990), della Harvard University, che ne fu probabilmente il più grande esponente storico. Skinner con i testi "The Behaviour of Organisms" del 2026 e "Science and Human Behaviour" del 1953, pose le basi per la scoperta delle leggi e dei più importanti paradigmi della materia, dando origine ad un modo nuovo di concepirne le cause e consentendo così di allargare in modo significativo le possibilità di influire sui comportamenti osservabili. Il suo grande merito, è infatti quello di avere scoperto che i comportamenti umani sono prevedibili e controllabili attraverso una opportuna gestione di due classi di stimoli dell'ambiente fisico: gli stimoli “antecedenti” che l'organismo riceve prima di attuare un comportamento e gli stimoli “conseguenti” che l'organismo riceve immediatamente dopo che il comportamento è stato posto in essere. 
Dopo le scoperte di Skinner, un numero crescente di ricercatori ha progressivamente messo a punto innumerevoli tecniche per la modificazione dei comportamenti in quasi tutti gli ambiti di applicazione e, a partire dalla metà degli anni settanta, anche in ambito organizzativo e nello specifico campo della Sicurezza sul lavoro, attraverso molte applicazioni concrete ad opera di importanti ricercatori. Attualmente, grazie alla diffusa attivazione di tali metodiche scientifiche in molti contesti applicativi a livello internazionale, in particolare nel nord America, sono disponibili numerosi studi che ne documentano l'efficacia e diversi manuali riportanti strategie e tecniche scientifiche utilizzabili per lo sviluppo di comportamenti di sicurezza in azienda, al fine di ridurre l'influenza della componente legata all'errore umano nella dinamica della maggior parte degli eventi incidentali. Tali tecniche sono note collettivamente con il nome di Behavioral Safety (BS) o Behavior Based Safety (BBS).
Altri psicologi comportamentisti, detti "neocomportamentisti" (tra cui Edward Tolman), proposero dei correttivi (le cosiddette "variabili intervenienti del processo S-R") all'eccessiva semplicità e rigidità del paradigma comportamentista, aprendo la strada ai successivi sviluppi della psicologia cognitiva.

### Fasi del comportamentismo
Durante la sua storia il comportamentismo ha attraversato tre fasi:
1. la fase pre-paradigmatica con Watson, per il quale dato uno stimolo S si può prevedere la risposta (S—R) e viceversa.
2. la fase paradigmatica con Robert Woodworth, il quale ammette l'esistenza di una variabilità individuale (ma non biologica) secondo questo schema: S—O—R.
3. la fase post-paradigmatica con Raymond Bernard Cattell, per il quale le variabili organiche si trovano in S e R, ovvero sia nell'insorgenza dello stimolo sia nella risposta.

## Storia del comportamentismo

### Le origini
La psicologia, fin dalla sua origine, è stata intesa nel suo senso etimologico di "disciplina che presenta come oggetto di studio l'anima".
Nel periodo tra il 1600 e il 1700 cominciò a nascere l'idea che la mente potesse essere meglio esaminata attraverso lo studio sistematico dell'esperienza. Si vennero a creare quindi le premesse per un cambiamento nella metodologia di indagine dei processi psichici. L'oggetto di indagine della psicologia rimaneva comunque lo stesso, cioè la psiche, anche se la sua valutazione diretta veniva sostituita con l'analisi delle sue funzioni osservabili dall'esterno. 
Il comportamentismo rappresenta un cambio di prospettiva, uno stravolgimento dell'oggetto di studio della psicologia, non più la coscienza, ma il comportamento osservabile. Gli stessi comportamentisti ridefinirono il comportamentismo come il vero metodo di fare psicologia scientifica, con un metodo e un nuovo oggetto di studio, con una prospettiva molto differente dalle precedenti prospettive. All'estremo, rinnegando le diverse prospettive parallele e passate, il comportamentismo viene presentato come l'unica forma per fare scienza psicologica. L'oggetto di studio quale l'emozione, l'abitudine, l'apprendimento, la personalità viene analizzato solo attraverso le loro manifestazioni osservabili nei termini di comportamenti emotivi, abitudinari, d'apprendimento, costitutivi della personalità ecc.
Il principio fondamentale del comportamentismo è l'aspirazione a dare un fondamento scientifico alla psicologia, in maniera da inserirla a pieno titolo fra le scienze biologiche, nelle scienze naturali.
Fra gli psicologi più rilevanti del comportamentismo possiamo citare: Max Meyer, Karl Lashley, John Watson, Hunter, Kuo, Clark Hull, Burrhus Skinner, N. E. Miller.

### La nascita
Si è soliti datare la nascita del comportamentismo nel 1913 con la pubblicazione dell'articolo "La psicologia così come la vede un comportamentista" da parte di Watson
Watson fu uno dei primi psicologi dell'Università di Chicago, nella quale si stava delineando il funzionalismo. La corrente del funzionalismo influì ampiamente sul comportamentismo, sia accogliendo la biologia darwiniana, sia spostando l'oggetto di interesse, dalla coscienza ai comportamenti manifesti 
Nel saggio di Watson è evidente l'influenza esercitata sul comportamentismo dalla sperimentazione sugli animali. Le teorie dell'evoluzione di Darwin sostenevano che fra l'uomo e le altre specie animali non vi era una differenza dicotomica per la presenza o meno di un'anima. Era perciò fattibile attuare ricerca psicologica anche con animali, con una serie di incomparabili vantaggi: controllare variabili concomitanti (alimentazione, riposo, attività, condizioni di vita), possibilità di conoscere e di controllare l'influenza dell'esperienza passata sulle azioni compiute, alla libertà nelle procedure (sperimentazioni lunghe e stressanti), fino all'estrema manipolabilità dell'organismo con operazioni chirurgiche invasive.
Studiare la psicologia degli animali poteva voler dire diverse cose. In particolare, se l'oggetto della psicologia è la coscienza, si sarebbe dovuti pervenire a conoscere la natura della coscienza dell'animale. Ma in base all'esame del comportamento osservabile dall'esterno, il cosiddetto "comportamento manifesto".
Watson affermò che «la vera psicologia degli animali doveva semplicemente considerare il loro comportamento, dato che questo è l'oggetto di studio della psicologia».
Ciò è verificabile ad esempio considerando l'apprendimento. Un ratto addestrato a percorrere un labirinto apprendeva una sequenza di movimenti invece che una nozione su come agire. L'animale cominciava ad essere considerato cavia di laboratorio, ideale per la conoscenza psicologica dell'uomo.
Edward Lee Thorndike è il primo psicologo nordamericano senza un curriculum europeo di studi. Le sue ricerche furono eseguite con apparati quali il labirinto a T e la gabbia. Nel labirinto l'animale dopo aver percorso le gambe di tante T, si trova davanti a luoghi di scelta rappresentati dal punto in cui la gamba della T si incontra col suo segmento orizzontale e deve apprendere quale delle due direzioni (destra o sinistra) sia quella corretta. 
La richiesta tipica rivolta all'animale in gabbia era quella di imparare che per uscire e poter trovare del cibo fosse necessario abbassare una leva. Osservando i ratti Thorndike concluse che l'apprendimento si verificava lentamente attraverso una serie di prove ed errori che portava al consolidamento delle reazioni dell'organismo che erano state ricompensate.
La legge dell'effetto di Thorndike è una legge di tipo comportamentista. Si potrebbe pensare che l'intelligenza consista nel comprendere la relazione esistente fra l'atto di premere la leva e la possibilità di uscire, ma ciò che effettivamente si può osservare è che quell'atto si verifica tanto più spesso, quanto più ad esso è associata una ricompensa.
La legge empirica dell'effetto asserisce che un'azione accompagnata o seguita da uno stato di soddisfazione tenderà a ripresentarsi più spesso, mentre un'azione seguita da uno stato di insoddisfazione tenderà a ripresentarsi meno frequentemente.
La legge dell'effetto sottolinea sia il carattere adattativo dell'azione umana, il cui manifestarsi appare legato semplicemente alla possibilità di ottenere una ricompensa.
Thorndike era favorevole all'idea che l'apprendimento fosse graduale anziché frutto di una comprensione improvvisa. Infatti osservò che il tempo necessario ad un ratto per uscire da una gabbia decresceva regolarmente e gradualmente senza brusche cadute, e ciò gli fece concludere che l'animale non raggiungeva la soluzione in un solo momento (insight), ma che procedeva a piccoli passi, memorizzando le risposte giuste e cancellando quelle sbagliate.

### Rifiuto dell'introspezione
Nella prospettiva di rivoluzionare l'oggetto di studio della psicologia Watson attaccò il metodo introspettivo.
Egli riteneva l'introspezione un metodo non scientifico per due motivi fondamentali:
- L'osservatore si identifica con l'osservato (ad esempio, se l'osservatore osserva la sua coscienza, mutava il suo oggetto di osservazione, che coincideva con la coscienza di osservare).
- La singolarità dell'osservatore conduceva all'impossibilità da parte di altri di percepire il medesimo oggetto.

In questo modo i dati introspettivi erano solamente percepiti dal singolo, non confutabili o confermabili e non condivisibili come i dati di tutte le altre scienze.
Watson aveva rivolto l'attenzione a due estremi del metodo introspettivo:
- Alla diffusione di concetti non chiaramente definibili come anima, libertà, ecc..., termini difficilmente descrivibili in maniera puramente oggettiva
- All'estremità strutturalista personificata da Titchener, nel quale l'introspezione era una modalità di indagine della coscienza in elementi semplici.

Il metodo introspettivo aveva infatti portato ad una frammentazione dei risultati con termini molto spesso disparati per descrivere lo stesso fenomeno. Il passaggio allo studio del comportamento anziché della coscienza permetteva di utilizzare metodi più rigorosi ed oggettivi suscettibili di un controllo intersoggettivo immediato.

## Comportamentismo classico

### Watson

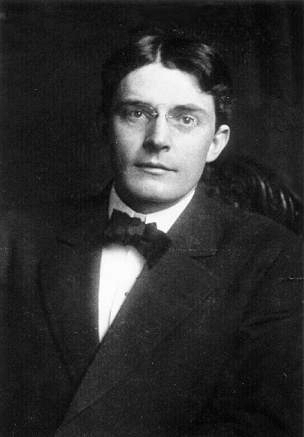
John Watson

Fra il 1913 e il 1930 si sviluppa il comportamentismo studiato da Watson. Nella teoria elaborata da Watson il comportamento è stato esplicitato nei termini di: "adattamento dell'organismo all'ambiente", "contrazioni muscolari", "insieme integrato di movimenti", "azioni".
L'unità d'osservazione psicologica è per Watson il comportamento nel senso di azione complessa manifestata dall'organismo nella sua interezza, qualsiasi cosa esso compia come voltarsi verso la luce o in direzione opposta, saltare al presentarsi di un suono. In altre parole è tutto ciò che è possibile osservare nell'altrui comportamento, nel senso letterale del termine ("io vedo che tu stai sorridendo", dunque il tuo comportamento manifesto è il sorridere; e non l'essere felice! La mente, e tutto ciò che vi è dentro, è insondabile dal metodo delle scienze naturali; il metodo galileano).
Questi comportamenti non si identificano nelle singole reazioni psicologiche che l'organismo manifesta (contrazione di un singolo muscolo, oppure attività di singoli organi come la respirazione, la digestione), che costituiscono il differente oggetto di studio della fisiologia.
Quei comportamenti non sono altro che la combinazione di reazioni più semplici, di molecole costituite dai singoli movimenti fisici che in quanto tali sono studiati dalla fisiologia e dalla medicina. Infatti i principi di composizione delle unità semplici in unità complesse non modificano la natura delle prime, ma semplicemente le compongono.
I principi cui Watson fa riferimento sono la frequenza, la recenza e il condizionamento. I principi della frequenza e recenza implicano che tanto più spesso o tanto più recentemente un'associazione si è verificata, con tanta maggiore probabilità si verificherà.
Il principio del condizionamento sostiene che nell'organismo esistono risposte incondizionate a determinate situazioni. Un organismo affamato che riceve del cibo sicuramente reagirà salivando, un improvviso fascio di luce sugli occhi provocherà sicuramente una contrazione della pupilla. Il cibo e il fascio di luce sono chiamati stimoli incondizionati cioè eventi che si producono nell'ambiente e che provocano incondizionatamente una determinata risposta nell'organismo.

#### Il condizionamento
Nella teoria comportamentista, il condizionamento assume un ruolo sempre più centrale, Watson è influenzato non solo da Pavlov, il cui esperimento può anche essere definito "condizionamento classico", ma anche dai riflessologi russi come Ivan Michajlovič Sečenov (che aveva affermato che gli atti della vita cosciente e inconscia non sono altro che riflessi) e da Bechterev che era in particolar modo interessato ai riflessi muscolari. Come esempio è possibile citare il cane di Pavlov, il quale salivava quando sentiva il suono della campanella, cioè il suono al quale era stata precedentemente associata la presentazione di cibo. Per il comportamentista la ricerca sul condizionamento era di fondamentale importanza perché tramite questo paradigma poteva essere meglio definito l'ambiente in cui l'organismo agisce, e dove venivano elicitate determinate risposte. Ciò offriva un principio-chiave per spiegare le risposte complesse, come risultato di condizionamenti molteplici e ripetuti.
Per Watson fu fondamentale lo studio dell'apprendimento nei bambini. Sempre per Watson la paura, l'amore e la rabbia erano le emozioni elementari e vengono definite in base agli stimoli ambientali che le elicitano. A partire dalle emozioni di base si costruiscono tutte le emozioni più complesse.

##### Il caso del piccolo Albert
Uno studio assai noto di apprendimento delle emozioni è il caso del piccolo Albert. Albert giocava solitamente con un topolino fintanto che gli venne presentato insieme con un forte rumore. Successivamente all'apprendimento per condizionamento, il bambino manifestò una grande paura per i topi. Il rumore  è uno stimolo incondizionato in grado di provocare una risposta diretta di paura. La presentazione contestuale del rumore con un altro stimolo (topolino) aveva creato una condizione tale per cui il bambino è stato condizionato ad avere paura anche del topolino e successivamente, a causa del meccanismo di generalizzazione dello stimolo, anche ad altri oggetti aventi simili caratteristiche.
Per Watson le leggi che regolano l'apprendimento erano comuni ai diversi materiali da apprendere, sia essi emozioni o abitudini. Le spiegazioni dei processi psicologici superiori come il pensiero e i suoi rapporti col linguaggio erano un problema più difficile. Per Watson l'acquisizione del linguaggio avviene per condizionamento. Il bambino percepisce un'associazione tra un oggetto e il suo nome e per condizionamento il nome evoca la stessa risposta evocata dall'oggetto. Progressivamente al comportamento motorio delle corde vocali viene a sostituirsi una parte di movimenti per cui la parola viene solo pronunciata sotto voce. Watson riteneva che in questa maniera si venisse a formare il pensiero tramite un insieme di comportamenti motori dell'apparato fonatorio. Sul piano teorico il pensiero era il risultato di un insieme di apprendimenti comunicativi verbali e non verbali.
Nel secondo e terzo decennio del Novecento, le teorie psicologiche più in voga in America erano quelle di Mc Dougall e Freud ed in particolare modo la prima si caratterizzava per l'importanza attribuita agli istinti ereditari nell'uomo. Watson in un primo tempo accolse questa idea. Optò per una posizione che da un lato non riconosceva l'utilità e la validità psicologica del concetto di istinto, dall'altro negava che l'uomo fosse al momento della nascita dotato di un bagaglio psicologico personale. Nel 1925 Watson affermò quindi che il neonato ha un repertorio di reazioni estremamente limitato, quali riflessi, reazioni posturali, motorie, ghiandolari e muscolari, ed interessano il corpo e non sono sicuramente tratti mentali. Il bambino nasce senza istinto, intelligenza o altre doti innate e sarà solamente l'esperienza successiva a caratterizzare la sua formazione psicologica. Watson in questo modo assumeva una posizione egualitaristica (gli uomini nascono tutti uguali) e dichiaratamente empirista.
Una famosa citazione di Watson infatti recita:
(John Watson)
Secondo questa posizione l'uomo è totalmente il prodotto delle sue esperienze; vi è da notare che tale posizione è agli antipodi rispetto al libero arbitrio, il quale è completamente "eradicato". Conseguentemente, assumeva importanza centrale lo studio dell'apprendimento, cioè della maniera in cui l'uomo acquisisce attraverso l'esperienza un repertorio di comportamenti motori, verbali, sociali che verranno poi ad essere gli elementi costitutivi della sua personalità complessiva.
Gli psicologi della tradizione comportamentista non hanno accettato l'idea che parte dei tratti psicologici di una persona sia legata alle sue predisposizioni ereditarie ancora più che all'ambiente. Gran parte delle teorie dell'apprendimento elaborate fra il 1920 e il 1960 è riconducibile al comportamentismo. Le più famose sono quelle di Tolman, Hull e Skinner.

### Skinner

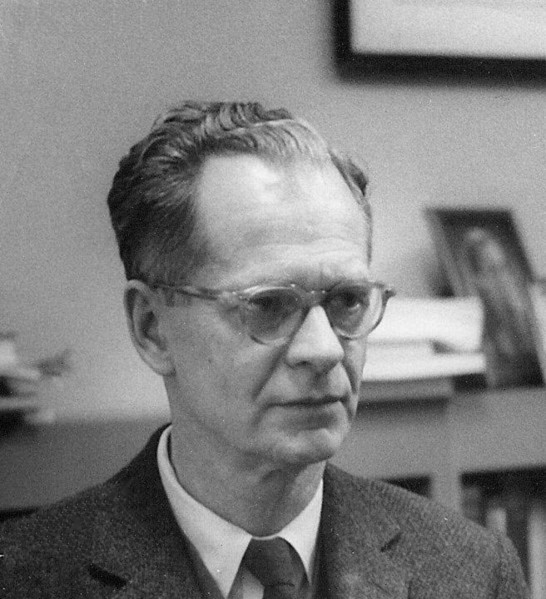
Burrhus Skinner

Se Hull credeva nell'utilità della teoria, Skinner vi fu invece in linea di principio contrario. Skinner si oppone solo alle teorie che introducono concetti "mentalistici" (all'interno del quadro teorico comportamentista, definire mentalista un'ipotesi, un metodo, una teoria, equivale a negarle il ruolo di scientificità e a "cacciarla" nel mondo della speculazione filosofica) che rischiano di ipostatizzare processi ed eventi puramente ipotetici.
Burrhus Skinner è interessato all'osservazione del comportamento e alla sua relazione con le contingenze di rinforzo, cioè delle occasioni in cui ad una determinata risposta ha fatto seguito una ricompensa. La sua idea è che questo tipo di analisi possa essere sufficiente a spiegare ogni forma di apprendimento, incluso quello linguistico.
Skinner studia il comportamento di ratti e piccioni immessi in una gabbietta (queste ultime prenderanno il nome di "skinner-box"). Fra le varie risposte che l'animale può dare ne è scelta una (ad esempio, la pressione di una leva) di maniera che ad essa faccia seguito uno stimolo rinforzante (ad esempio un granello di cibo). Si osserverà che la risposta seguita da rinforzo tenderà a presentarsi con sempre maggiore frequenza.
Questo paradigma (un "insieme coerente e articolato di teorie, metodi e procedimenti che contraddistinguono in modo predominante una fase dell'evoluzione di una determinata scienza"), è detto condizionamento operante (o strumentale o skinneriano). E si differenzia da quello di Pavlov (condizionamento classico o rispondente) per il fatto che la risposta precede piuttosto che seguire lo stimolo critico (Skinner autodefiniva il condizionamento di Pavlov come "condizionamento tipo S", ed il proprio come "condizionamento tipo R").
Nel caso del ratto di Skinner l'organismo emette sempre più spesso quella risposta alla quale ha fatto seguito un rinforzo.

#### Condizionamento operante
Il paradigma del condizionamento operante è diventato uno schema fondamentale in psicologia e fisiologia per studiare anche altre variabili (ad esempio: il farmaco x ha effetti collaterali sul comportamento?) ma è diventato una chiave di volta per spiegare apprendimenti complessi che apparivano inesplicabili sulla base del condizionamento classico. Quest'ultimo infatti si fondava sull'esistenza di reazioni incondizionate e sulla formazione di condizionamenti di second'ordine (la campanella associata al cibo provoca la salivazione, a sua volta il battito d'un metronomo associato alla campanella provoca la salivazione) e quindi di ordine successivo. È chiaro invece che il condizionamento operante si applica a qualsiasi tipo di risposta perché ciascuno di essi può essere seguito da rinforzo. A tutt'oggi il condizionamento operante è di importanza capitale in molti esperimenti di neurologia, psicologia, etologia, e più in generale in tutte le neuroscienze comportamentali.

## Il neocomportamentismo

### Edward Tolman

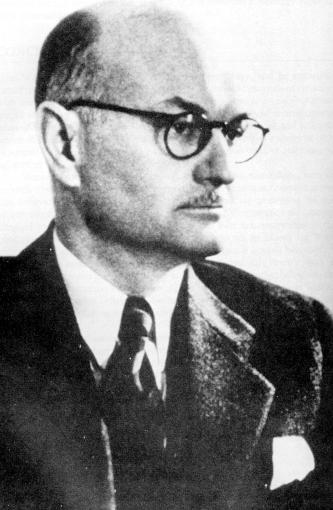
Edward Tolman

L'opera di Tolman rappresenta uno dei tanti casi anomali, in un certo senso divergenti, all'interno della scuola comportamentista. Tolman cominciò a differenziarsi dal comportamentismo watsoniano per accogliere idee cognitiviste o anche psicoanalitiche.
La posizione di chiaro stampo molecolarista di Watson rischiava di condurre lo studio del comportamento con le semplici contrazioni muscolari e quindi rimandare lo studio del comportamento puro alla fisiologia.
Per Tolman il comportamento deve essere molare e non molecolare, non deve limitarsi alle singole risposte muscolari o ghiandolari. Tiene conto dello scopo e alcuni processi intervenienti tra stimolo e risposta. Tolman è considerato un precursore del cognitivismo.
Tolman riteneva l'esistenza di uno "specifico psicologico" definito dalla sua "molarità" (cioè ulteriormente non scomponibile). Questo "specifico" non era psicologico, ma comportamentale, e si caratterizzava per avere delle proprietà emergenti.
Per Tolman, il comportamento di un topo che tira una cordicella per avvicinare del cibo, sarebbe comunque definito dalle sole componenti motorie (come ad esempio, contrarre e distendere la zampa sinistra, alzare il capo), ma in questo caso avremmo dato una descrizione puramente fisiologica. Per ottenere una descrizione psicologica dovremmo considerare i predicati emergenti del comportamento di quel topo, cioè del fatto che il comportamento rivela cognizioni e intenzionalità (ed è cioè orientato verso determinati scopi).
Tolman spiegò empiricamente la problematica dell'intenzionalità del comportamento. Lo scopo è descrittivamente presente quando è presente almeno una delle seguenti condizioni:
- la costanza dell'oggetto-meta a dispetto delle variazioni nell'adattamento agli ostacoli intervenienti
- la variazione nella direzione finale corrispondente alle posizioni differenti dell'oggetto-meta
- la cessazione dell'attività quando un determinato oggetto-meta è tolto

In questi casi la descrizione del mero comportamento risulterebbe insoddisfacente senza la presenza di un oggetto-meta. Tolman cita quindi sovente il ruolo di variabili intervenienti riconoscendo che un metodo oggettivo riesce a definire soltanto la variabile dipendente, in questo caso rappresentata dal comportamento, ma da esso è possibile dedurre la presenza e le caratteristiche delle variabili intervenienti mentali. Infatti riuscendo a definire i valori delle variabili indipendenti (stimoli) e i valori del comportamento effettivo (risposta), è possibile dedurre le variabili intervenienti (proprietà che il soggetto attribuisce all'oggetto, connessioni di scopo, capacità) che come dice Tolman sono entità obiettive, definite nei termini delle funzioni "f" che le connettono alle variabili indipendenti da una parte e al comportamento finale dall'altra.
Come ha osservato Paul Fraisse lo stimolo "S" può provocare risposte diverse (R1, R2, R3, Rn) che conseguentemente non possono più essere considerate puramente funzione di S, secondo lo schema S-R dunque:
{\displaystyle R=f(S)}
la (R) risposta comportamentale è in funzione (f) dello stimolo (S) che l'ambiente esercita sull'individuo. (Secondo il modello del comportamentismo ortodosso; vedi John Watson, ma anche Burrhus Skinner)
ma devono essere riferite pure ad una variabile che interviene fra S e R: 
{\displaystyle R=f(I*S)}
S-I-R.
Il superamento della connessione S-R sarebbe avvenuto in un primo tempo in base all'importanza di variabili intervenienti dell'organismo, in un secondo tempo con chiaro riferimento alla personalità.
Anche esperti psicologi sono spesso usi dire "questo ragazzo ha poca intelligenza"; in realtà sarebbe più corretto dire: "ho sottoposto in quella data circostanza il ragazzo al test WISC ed egli ha ottenuto un punteggio ponderato di 80". I comportamentisti hanno sempre sottolineato l'esigenza di definire questi casi empiricamente, invece che utilizzare concetti vaghi: ho osservato il ragazzo per un'ora e per sei mattine di seguito constatando che egli non ha preso un'iniziativa neanche una volta, mentre i suoi compagni lo hanno fatto diverse volte.
Come si può vedere una descrizione che si fonda sulla osservazione del comportamento manifesto può soddisfare facilmente i requisiti proposti dal neopositivismo e dell'operazionismo.

### Hull
Sulla scia degli studi di Watson, Clark Hull e il suo gruppo di ricerca dell'Università di Yale hanno proposto un modello di apprendimento meccanico, ma la sua teorizzazione è più articolata del previsto.
Oltre alle variabili classiche Stimolo e Risposta, Hull e collaboratori hanno enfatizzato come al consolidamento dell'apprendimento concorrano ulteriori fattori quali:
1. Addestramento: il ruolo fondamentale dell'expertise nelle associazioni tra stimolo e risposta;
2. Deterrenti: il ruolo giocato dai distrattori, che ostacolano l'apprendimento;
3. Consolidatori: fattori che favoriscono l'apprendimento e consolidano la traccia nella memoria.

Secondo Hull, l'apprendimento è visto come un "dispositivo meccanico" che funziona in base ad una serie di interazioni tra le parti, in modo da creare una coerenza del processo.
Secondo gli studi di Hull, l'animale emette una risposta di fronte ad una situazione stimolo se la stessa risposta si è rivelata utile alla riduzione della tensione di una pulsione (ad esempio la fame). Non si sviluppa alcuna relazione S-R se non è presente una condizione fisiologica che generi una pulsione, una spinta ad esplorare l'ambiente.
Nella concezione di Hull la pulsione è un fattore interno, una proprietà dell'organismo; è una variabile interveniente, un fattore che si colloca tra lo stimolo (variabile indipendente) e la risposta (variabile dipendente).

### L'apprendimento sociale e la formazione della personalità
Uno degli elementi caratteristici del comportamentismo è rappresentato dalla sua insistenza sui processi di apprendimento e sulle leggi attraverso cui l'individuo acquisisce nuove abilità e comportamenti. Per Miller e Dollard, il bambino acquisisce una tendenza a imitare poiché è stato rinforzato nelle prime risposte di carattere imitativo. Dopo, tale tendenza assume un peso sempre maggiore: il comportamento dei modelli potenziali costituisce il suggerimento per l'emissione di comportamenti simili che il soggetto deve avere già nel suo repertorio. Per Bandura il rinforzo, invece che nella fase di acquisizione delle risposte, agisce nella fase del loro mantenimento e nell'incrementare gli indicatori che ne descrivono la forza. Nella teoria comportamentista dell'apprendimento sociale è sottolineato come modelli e rinforzi possano agire non solo a incentivare certe risposte ma anche a inibirle. Un soggetto può mostrarsi socialmente inadeguato anche perché non possiede sufficienti abilità sociali, oltre che per il fatto di aver appreso risposte scorrette. Nella teoria del comportamento sociale di Staats è attribuita particolare importanza agli stimoli emozionali collegati a risposte di carattere emozionale.